# بيتر أونغر
بيتر أونغر (بالإنجليزية: Peter Unger)‏ هو فيلسوف أمريكي، ولد في 25 أبريل 1942 في نيويورك في الولايات المتحدة.